# Strażica (miasto)
Strażica (bułg. Стражица) – miasto w Bułgarii, w obwodzie Wielkie Tyrnowo, siedziba gminy Strażica. W 2019 roku liczyło 4165 mieszkańców.